# Titularbistum Milazzo
Milazzo ist ein Titularbistum der römisch-katholischen Kirche.
Es geht zurück auf einen Bischofssitz in der Stadt Milazzo, die sich in der italienischen Region Sizilien befindet. Der einzige Nachweis eines Bischofs gehört ins Jahr 680.
Im Februar 2018 wurde Milazzo durch Papst Franziskus als Titularsitz wiedererrichtet und am 3. September 2019 erstmals vergeben.
| Titularbischöfe von Milazzo |                                             |                       |                   |     |
| Nr.                         | Name                                        | Amt                   | von               | bis |
| 1                           | Paolo Borgia Titularerzbischof pro hac vice | Apostolischer Nuntius | 3. September 2019 |     |